# Nenad
Nenad —pronunciació sèrbia: [nɛnɑːd], Ненад alfabet ciríl·lic— és un prenom masculí d'origen eslau comú en l'antiga Iugoslàvia. És més estès dins Bòsnia i Hercegovina, Croàcia, Sèrbia, Montenegro i Macedònia que en altres països. El nom és derivat de la paraula nenadan, el qual significa "inesperat". Va ser introduït a Macedònia a través de l'idioma serbi i és ara un nom força popular. Dins Bulgària, el nom no és tradicional i no s'utilitza gaire. És un nom sovint donat al més jove de bessons, en aquest cas normalment acompanyat del nom Predrag, de cançó tradicional èpica sèrbia "Predrag i Nenad".

## Persones
- Nenad Gračan (1962), futbolista i entrenador croat
- Nenad Zimonjić (1976), tennista serbi
- Nenad Bjelica (1971), futbolista croat
- Nenad Pralija (1970), futbolista i entrenador croat
- Nenad Đorđević (1979), futbolista serbi
- Nenad Kljaić (1966), jugador d'handbol croat
- Nenad Mirosavljević (1977), futbolista serbi
- Nenad Maslovar (1967), futbolista montenegrí
- Nenad Petrović (1907-1989), compositor d'escacs croata